# Pregap
Pregap em Red Book CD de audio é uma porção de audio que precede a "faixa 01". O Pregap ("faixa 00") é tipicamente dois segundos a mais e às vezes, não sempre, contém silêncio. CDs de áudio que geralmente possuiem pregap são músicas com intervalos, CDS ao vivo, e Hidden Tracks.